# Albertslund Ridecenter
Albertslund Ridecenter er en rideskole i den nordlige del af Albertslund Kommune nær Vestskoven. 
Rideskolen tilbyder rideundervisning til kommunens børn i alderen 5-18 år og voksne. Rideskolen har omkring 24 heste.

## Ekstern henvisning
- Albertslund Ridecenters hjemmeside

| Sport | Spire Denne artikel om sport er en spire som bør udbygges. Du er velkommen til at hjælpe Wikipedia ved at udvide den. |

55°40′43″N 12°21′29″Ø / 55.6787°N 12.3581°Ø